# Colonizzazione fase 4
Colonizzazione fase 4 (Homeward Bound) è un romanzo di fantascienza di Harry Turtledove del 2004.
Ambientato nel 2031, è la conclusione del ciclo della colonizzazione, ma potrebbe essere considerato un romanzo a sé.

## Trama
Dopo molti anni di equilibrio tra la Razza e gli umani, gli Stati Uniti, uno dei pochi Stati umani rimasti liberi, hanno parzialmente raggiunto la tecnologia della Razza: sono in grado di padroneggiare il sonno freddo (così viene chiamata la tecnica di ibernazione) e costruiscono una nave stellare, la Ammiraglio Peary, ancorché veloce la metà di una astronave dei Rettili. Gli Stati Uniti inviano la Ammiraglio Peary su Patria, per tentare di convincere i rettili a trattare gli esseri umani come pari. Anche i sovietici hanno costruito e inviato una nave stellare, che è più lenta ma comunque in viaggio verso Patria.
Le trattative sono difficili e ristagnano deteriorandosi rapidamente.
La Razza ha finalmente capito che il rapidissimo sviluppo tecnologico umano finirà per raggiungere e superare in pochi anni il livello tecnologico della Razza, per cui la sofferta decisione è presa: la Terra dovrà essere sterilizzata (sacrificando anche i coloni della Razza) per impedire che gli umani si espandano nell'universo, arrivando a minacciare la sopravvivenza stessa di Patria. Quando ormai le trattative diplomatiche sono ad un passo dall'interrompersi, nell'orbita del pianeta Patria giunge una seconda astronave americana, la Commodoro Perry, che è capace di viaggiare più veloce della luce avendo coperto in 6 settimane la stessa distanza che alla Ammiraglio Peary ha richiesto 40 anni: riuscire a spostare materia ad una velocità superiore a quella della luce è un'eventualità che gli scienziati della Razza ritenevano impossibile da lunghissimo tempo. Questa astronave è il simbolo dell'ormai avvenuto sorpasso degli americani sulla Razza, la quale sembra costretta ad accettare che non potrà più sostenere una guerra alla pari con la specie umana.

## Personaggi
In questo quarto episodio i personaggi sono esclusivamente americani e appartenenti all'impero della Razza.
Gli umani:
- Sam Yeager: l'unico personaggio umano che è protagonista dall'inizio del ciclo dell'invasione alla fine del ciclo della colonizzazione. Viene costretto ad entrare nel sonno freddo ed arruolarsi nella ammiraglio Peary, perché in passato aveva consegnato alla razza le prove della responsabilità degli Stati Uniti dell'attacco alla flotta di colonizzazione. Una volta svegliatosi sul pianeta Patria deve sostituire il "Dottore", l'ambasciatore americano defunto nelle operazioni di risveglio, nelle trattative con i rettili. Sarà il primo umano a scendere su Patria, e il primo ad ottenere un'udienza dall'imperatore alieno. Proprio grazie alle sue abilità nella trattativa riuscirà a guadagnarsi la possibilità di tornare sulla Terra, possibilità che chi lo considerava un traditore voleva negargli. È considerato il più grande esperto della razza, in quanto possiede un intuito fuori dal comune nato, a suo dire, dalla sua passione per la fantascienza.
- Jonathan Yeager: figlio di Sam, viene arruolato nella missione verso Tau Ceti, in quanto esperto della razza. Soffre il confronto con il padre, in quanto è consapevole che non potrà mai raggiungere il suo livello. Parte assieme a sua moglie Karen e lascia sulla terra i suoi due figli, Bruce e Richard, che, per effetto del sonno freddo, quando Jonathan sarà tornato sulla terra saranno più vecchi di lui.
- Karen Culpepper in Yager: moglie di Jonathan, anche lei esperta ed appassionata della razza, alleva insieme a suo marito e a suo suocero due cuccioli di rettili, chiamati Mickey e Donald, che poi gli rinfacceranno tutti i problemi esistenziali che avranno.
- Glen Johnson: pilota di aerei durante la seconda guerra mondiale, diventa un pilota spaziale quando gli americani riescono a sviluppare questa tecnologia. Riesce ad imbarcarsi con un trucco sulla prima astronave americana, la Lewis and Clark. Proprio per questa sua attitudine a curiosare dove non dovrebbe, un po' come Sam Jager, viene invitato a partire per il pianeta Patria a bordo della Ammiraglio Peary. A causa del troppo tempo passato in assenza di gravità, i suoi muscoli si sono indeboliti e non potrà più scendere né sulla Terra né sul pianeta della Razza. Alla fine deciderà di stabilirsi nella nuova stazione spaziale americana in orbita attorno alla Terra.
- Kassquit: la prima tosevita (terrestre nel linguaggio della Razza) cittadina dell'Impero. Allevata da Ttomalss, è cresciuta con il desiderio di assomigliare agli alieni per sentirsi maggiormente accettata. Da giovane ebbe una relazione con Jonathan. Viene mandata su Patria quando gli americani inviano la loro astronave perché partecipi alle trattative. Verrà tenuta in ibernazione fino all'arrivo degli Americani. Su Patria ha una relazione con il maggiore Frank Coffey, un membro della missione diplomatica umana, dal quale avrà anche un figlio.

La Razza:
- Atvar: ex-signore della flotta di conquista, sempre biasimato perché non riesce nell'impresa di sottomettere tutti i toseviti all'impero. Proprio per questo viene destituito e mandato indietro su Patria perché conduca le trattative per la Razza. Verrà rimandato sulla Terra (e poi tornerà su Patria) tramite una astronave statunitense che va più veloce della luce, in modo da testimoniare l'avvenuto sorpasso tecnologico dei Toseviti nei confronti della Razza.
- Ttomalss: psicologo, il più grande esperto di Grossi brutti (soprannome per gli umani). Ha allevato Kassquit e fa parte della delegazione diplomatica della Razza nelle trattative con gli umani approdati su Patria.
- L'imperatore: Risson 37°, governante assoluto di Patria. A differenza della maggior parte del suo popolo, ottuso e mentalmente statico, si dimostra molto sveglio e veloce a cogliere i cambiamenti a cui la Razza sta andando incontro a causa della rapidissima evoluzione tecnologica dei terrestri. Riconoscendo la superiorità dei terrestri statunitensi, firmerà un trattato che riconosce agli USA uno status di parità con la Razza.

## Edizioni
- Harry Turtledove, Homeward bound, 2004.
- Harry Turtledove, Colonizzazione fase 4, traduzione di Nello Giugliano, collana Il libro d'oro, Fanucci Editore, 2006,  p. 702, ISBN 88-347-1180-7.